# Sáfrány István
Sáfrány István (Sajókaza, 1945. november 13. –) labdarúgó, hátvéd.

## Pályafutása
Kazincbarcikán kezdett futballozni. Katonai szolgálata után lett a DVTK játékosa. 1971-ig a Diósgyőri VTK labdarúgója volt. Az élvonalban 1969. március 2-án mutatkozott be a Vasas ellen, ahol csapata 3–0-s vereséget szenvedett. 1971 és 1974 között a Salgótarján csapatában játszott. Részese volt a Salgótarjáni BTC legnagyobb sikerének, az 1971–72-es bajnoki bronzérem megszerzésének. Az élvonalban 76 bajnoki mérkőzésen szerepelt és egy gólt szerzett.

## Sikerei, díjai
- Magyar bajnokság
  - 3.: 1971–72